# NGC 646/1
NGC 646/1 је спирална галаксија у сазвежђу Хидрус која се налази на NGC листи објеката дубоког неба.
Деклинација објекта је - 64° 53' 43" а ректасцензија 1h 37m 21,1s. Привидна величина (магнитуда) објекта NGC 646 износи 13,5 а фотографска магнитуда 14,2. NGC 6461 је још познат и под ознакама ESO 80-2, VV 443, AM 0135-650, IRAS 01357-6508, PGC 6010.